# Gian Martino Spanzotti
Gian Martino Spanzotti o Giovanni Martino Spanzotti (¿Casale Monferrato? ¿1455? ~ Chivasso antes de 1528). Pintor italiano, introductor en el Piamonte del estilo renacentista.

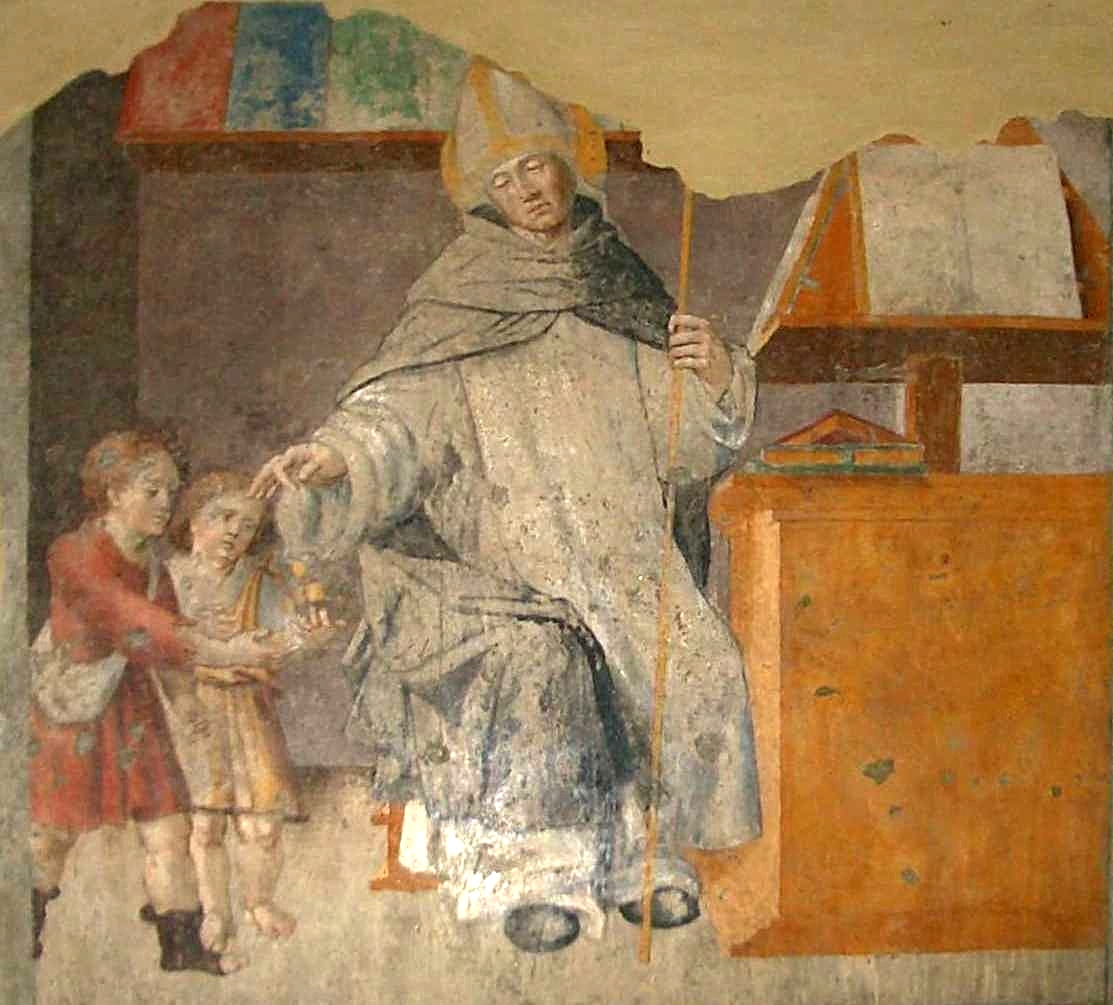
Limosna de san Antonio Pierozzi.

## Vida y obra
Poco se sabe de su biografía. Nació en el seno de una familia de pintores provenientes del Varese, de modo que su primer aprendizaje fue probablemente en el taller (bottega) de su padre, Pietro, donde asimismo trabajaba su hermano Francesco (al cual la crítica actual tiende a identificar con el "Maestro de Crea"). Los años 1470 y 1480 son los límites del período de su formación artística. 
Probablemente tuvo un contacto directo en Bolonia, con la escuela de Francesco del Cossa, ya que Spanzotti parece haber utilizado algunos cartones con diseños realizados por aquel en sus primeras obras (por ejemplo en la Virgen con el Niño). Lo indiscutido es que se formó en el área lombarda cuando aún se mantenía con cierto vigor el arte tardogótico con representantes como Zanetto Bugatto, aunque con las novedades que aportaba Vincenzo Foppa.
Spanzotti trabajó entre 1480 y 1498 en el Piamonte, así como en las ciudades de Casale Monferrato y Vercelli donde estableció célebres talleres.
Su pintura surge como una de las contribuciones más depuradas a la ya de por sí interesante pintura "de los límites". En efecto, en el renacimiento italiano, la cultura pictórica del norte de Italia, en especial la zona lombardo-ligur-piamontesa, reelaboró el lenguaje empleado con un criterio naturalista. En concreto, se evidencian los aportes flamencos). Esa tendencia se puede observar en los frescos que Spanzotti realizó en Ivrea, especialmente en las perspectivas donde se notan los influjos de Bramante y más aún de Bartolomeo Suardi, conocido como el Bramantino.
Por otra parte, cabe señalar que este pintor fue uno de los primeros maestros de El Sodoma.
El último trabajo conocido de Gian Spanzotti es un pequeño fresco, el de la Limosna de San Antonio Pierozzi obra de 1523, en la cual un sector de la misma revela una recuperación de la colorida poética de sus años más fecundos.

## Obras
Han llegado pocas obras con su firma, entre estas se cuentan:
- Virgen y santos (Galería Sabauda, Turín).
- Frescos de la Pasión de San Bernardino (Ivrea).
- Limosna de San Antonio Pierozzi (1523, Iglesia de San Domenico, Turín).

- Datos: Q2714665
- Multimedia: Giovanni Martino Spanzotti / Q2714665